# Kyzłas
Kyzłas (ros. Кызлас) – wieś (sieło) w Rosji, w Chakasji, w rejonie askiskim. W 2010 liczyła 1036 mieszkańców.